# Cella della Visione
La Cella della Visione è un luogo di culto cattolico di Camposampiero, in provincia di Padova.
Secondo la tradizione, qui alloggiò sant'Antonio durante il suo soggiorno a Camposampiero e qui avvenne il miracolo della visione.
La cella è oggi una cappellina ospitata nella navata destra del Santuario della Visione.

## Storia
La cella è il luogo dove visse sant'Antonio nel periodo trascorso a Camposampiero nel 1231, su invito del conte Tiso VI per un periodo di meditazione e riposo.
È generalmente riconosciuto che il Santo soggiornò a Camposampiero dal 19 maggio 1231 (circa), al 13 giugno dello stesso anno, data della sua morte.
Durante il soggiorno, Sant'Antonio era solito predicare presso un vicino albero di noce, luogo nel quale in seguito fu eretto l'omonimo santuario, dimorando invece in una stanza (cella) addossata alla chiesetta di San Giovanni.
Secondo la tradizione, qui ebbe la famosa visione di Gesù Bambino il che ne fa uno dei principali luoghi legati al culto del Santo.
Da questo luogo Sant'Antonio il 13 giugno del 1231, dopo aver avuto un malore, chiese di essere portato a Padova e, dopo la sua morte, i fedeli decisero di vererare quest'ultimo luogo dove egli aveva passato i suoi ultimi giorni.

Nonostante i vari rifacimenti subiti dal complesso, essa è stata sempre oggetto di grande devozione ed alcuni elementi sono stati conservati sino ai giorni nostri.

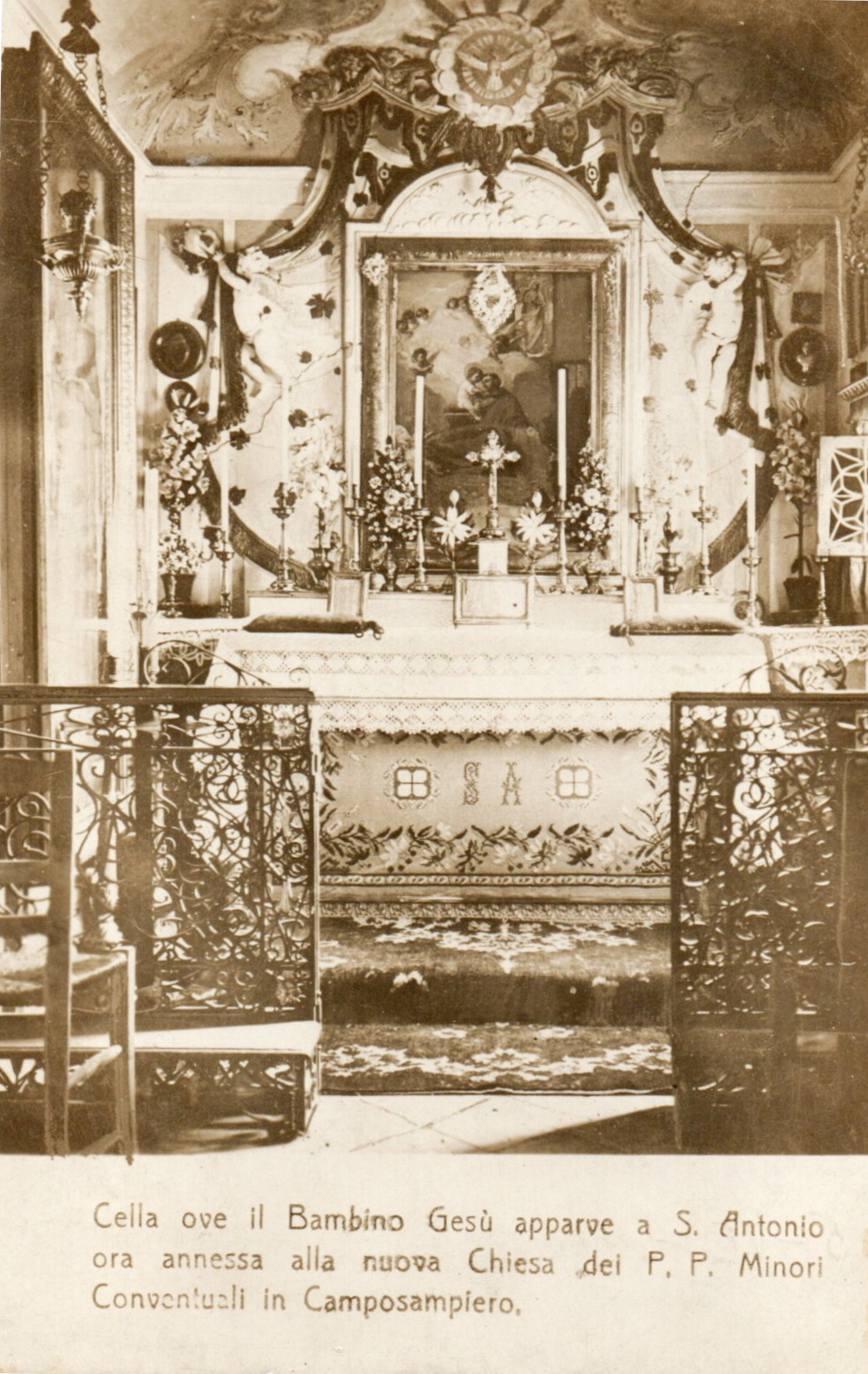
Cella della Visione, nella sua decorazione barocca.

Durante i rifacimenti del 1861, che videro la parziale demolizione del complesso, essa fu ornata di stucchi in stile barocco, mentre con la ricostruzione della chiesa attuale, nel 1906, la cella venne riportata a quello che si crede essere lo stato originale; venne quindi incorporata nella chiesa della Visione, trasformandola in cappella.
In questa occasione fu riportata alla luce anche un'iscrizione sopra l'arco del presbiterio che porta alla Cella, che recita: in latino Hic Beatissimi Patris Antoni de Padua Sacrarium. Hic et altare super quod Omnipotenti Deo sacrificium offere consueverat: hanc ex devotione fratres posuere memoriam Domini, "Qui è il sacrario del beatissimo padre Antonio di Padova. Qui è anche l'altare sul quale era solito offrire il sacrificio a Dio onnipotente. Questo memoriale i frati posero per devozione". Analisi sulla forma dei caratteri fanno risalire la scritta al 1600.
Nel 1924, su progetto dell'architetto Giovanni Landini, si volle restituire l'aspetto originale rimuovendo gli stucchi e lasciando i mattoni a vista.
L'impronta medievale e lo stile francescano umile, povero ed essenziale è stata ulteriormente sottolineata da un nuovo restauro, effettuato nel periodo tra l'ottobre 1994 ed il febbraio 1995.
Analisi archeologiche condotte nel corso del restauro, hanno permesso di rendere visibili archi di vari periodi storici, le fondazioni della originale chiesetta di San Giovanni, e a 1,7 metri di profondità, la probabile pavimentazione originale della cella, resa visibile grazie a un vetro sul pavimento.
Questi ritrovamenti permettono quindi di ipotizzare l'originale collocazione e dimensione delle strutture esistenti ai tempi del soggiorno del Santo, cioè la chiesetta di San Giovanni ed appunto della cella, suggerendo quindiuna diversa collocazione altimetrica della stessa, rispetto a quella indicata dalla tradizione.

### La visione

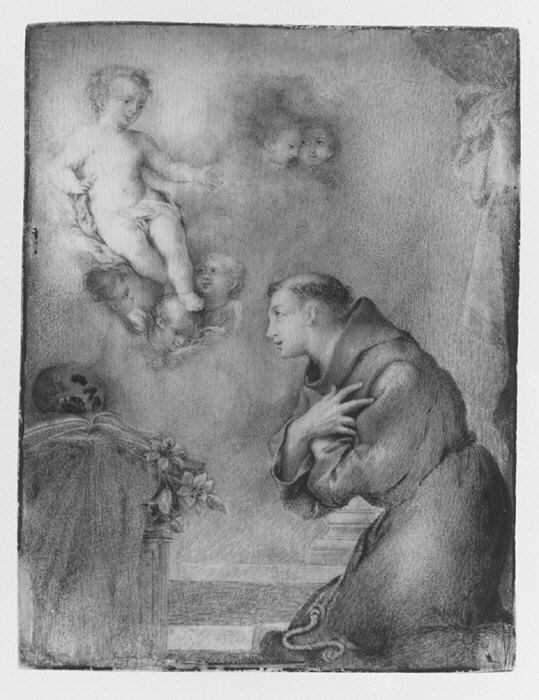
Rappresentazione del miracolo della visione

Secondo la tradizione, il conte Tiso, era solito recarsi presso la cella per incontrarsi con il Santo.
Un giorno, dall'uscio socchiuso vide sprigionarsi un intenso bagliore. Avvicinandosi, attraverso una finestra, riconobbe Antonio che stringeva fra le braccia un bimbo, Gesù Bambino. Quest'ultimo rivelerà ad Antonio che un ospite, appunto il conte, li stava osservando.
Il Santo, terminata l'apparizione, pregherà Tiso VI di non parlare con nessuno di quello che aveva visto. Solo dopo la morte del Santo, il conte racconterà di questo episodio.
Legata a questo evento è la classica iconografia di Sant'Antonio di Padova, con la figura del frate che tiene Gesù Bambino in braccio reggendo con l'altra mano un giglio.
Questo episodio è nominato semplicemente come la visione o come il miracolo della visione.
Assieme al prodigio del frumento calpestato, questo rappresenta il secondo episodio prodigioso attribuito al Santo nel corso del suo soggiorno a Camposampiero.

## Interno

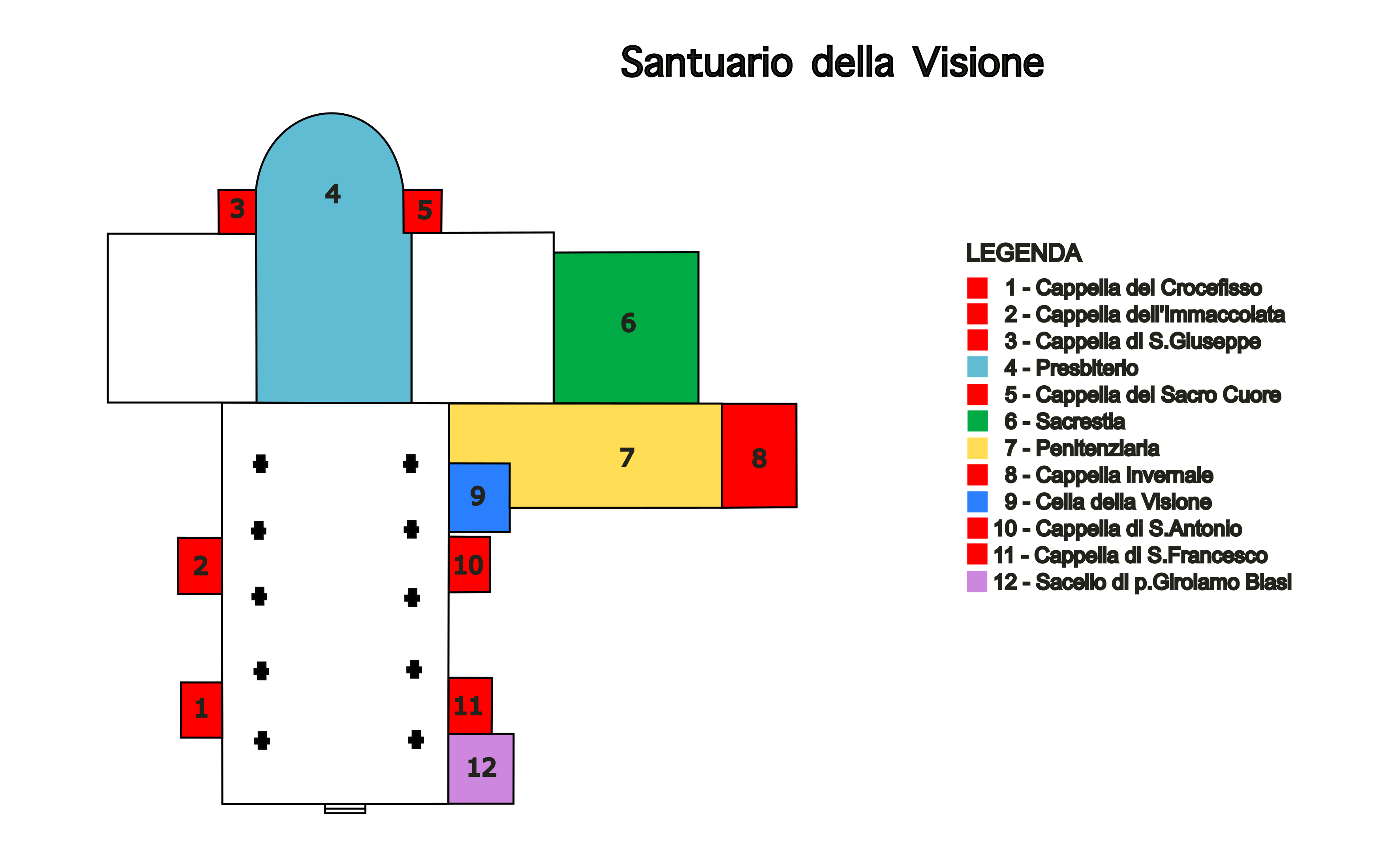
La Cella, indicata con il numero 9, è oggi una cappella ospitata nella navata destra del Santuario della Visione

### Piano terra
Entrando al piano terra, la parete a destra è dedicata a raccogliere gli ex-voto portati dai fedeli.
A sinistra sul pavimento, al disotto di un vetro è possibile osservare ciò che rimane della pavimentazione del 1700 e più in profondità delle fondamenta ancora più antiche emerse nel corso del restauro del 1995.
Nella parete di fondo, si trova una nicchia che ospita alcune reliquie del Santo: un frammento dell'osso radio, un lembo della tonaca, un frammento della pietra usata come guanciale nell'ultimo viaggio verso l'Arcella ed un pezzo della prima cassa lignea in cui fu sepolto.
Due rampe di scale portano al piano superiore.

### Primo piano
Al primo piano, al centro della Cella, vi è un quadro che raffigura Sant'Antonio. Il dipinto realizzato da Andrea Vivarini da Murano (1486) raffigura Sant'Antonio con i simboli del giglio e del libro dei sermoni. Secondo la tradizione, fu realizzato sul tavolaccio di pioppo che il santo usava come giaciglio. Sempre secondo la tradizione, l'artista si sarebbe basato sull'effige che il santo aveva lasciato, riposandovi sopra. La tavola è oggi protetta da una cornice di cristallo per impedire il prelievo di frammenti da parte dei visitatori devoti, non infrequente nel passato.
A lato, incastonato nella parete, vi un ex-voto costituito da un mattone del 1600, rinvenuto nella cella, su cui è incisa la scritta: “Nicolò per amor di grazia”.